# 西门罗 (路易斯安那州)
西门罗（英語：West Monroe），是美国路易斯安那州下属的一座城市。根据2010年美国人口普查，该市有人口13,065人。建置上，属于“city”。